# Merz (revue)
Pour les articles homonymes, voir Merz.
Cet article concerne la revue. Pour le mouvement artistique dont elle est l'émanation, voir Merz (mouvement).
Merz est une revue dada éditée à Hanovre par Kurt Schwitters qui en est le fondateur, le principal éditeur et le directeur.

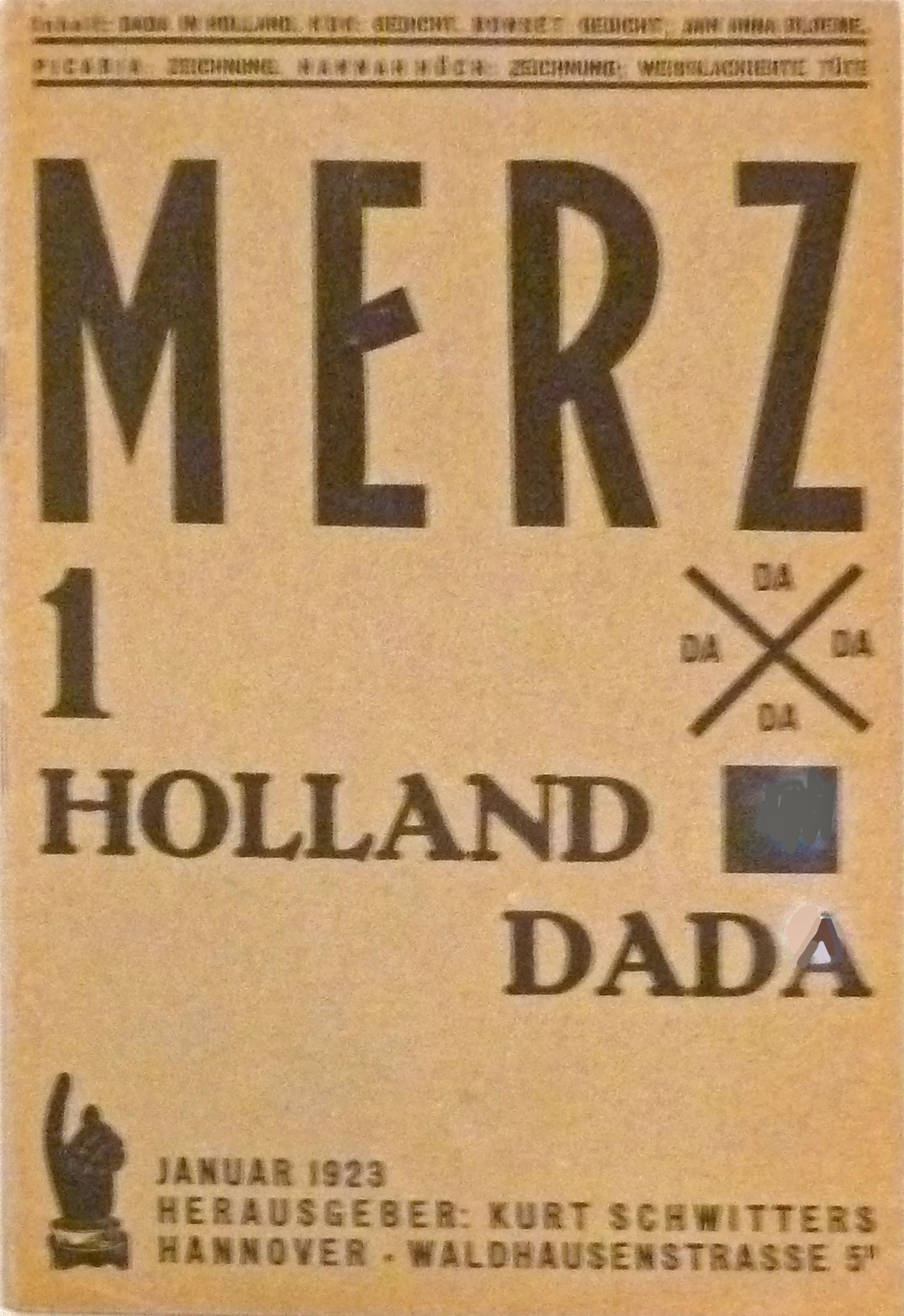
Couverture du numéro 1 de Merz, janvier 1923.

Chaque numéro est thématique et réunit des poèmes, des documents, des textes critiques ou théoriques.

## Histoire
Le premier numéro a été consacré à la tournée De Stijl-Dada que Schwitters a organisée avec l'artiste néerlandais Theo van Doesburg, et les numéros suivants ont été présentés par Hannah Höch, Jean Arp et Tristan Tzara. Merz veut être une jonction entre Dada et le constructivisme international. Ainsi le no 8-9 présente la collaboration en 1924 entre Kurt Schwitters et le peintre d'avant-garde russe, El Lissitzky.
Schwitters a également utilisé le magazine pour promouvoir davantage sa poésie, qui s'était développée après 1921 à partir de parodies ou de paroles sentimentales expressionnistes comme An Anna Blume à la poésie sonore abstraite. En 1932, il publie son poème phonétique Ursonate (1921-1932), dans un numéro spécial de vingt-neuf pages de Merz qui sera le dernier numéro paru.

## Mise en page
La mise en pages est largement influencée par les recherches typographiques de El Lissitzky et accessoirement par la « typographie élémentaire » du typographe et dessinateur de caractères Jan Tschichold, qui préconisait l'emploi presque exclusif du caractère Futura de Paul Renner.

## Les numéros
Le premier numéro de la revue — qui paraissait irrégulièrement — est sorti en janvier 1923 et le dernier, le n° 24, en 1932. Trois numéros, les n° 10, 22 et 23, quoique préparés, n'ont jamais paru.
Les numéros 3 et 5 sont des portfolios, le n° 3 contient six lithographies de Schwitters et le n° 5 en contient sept de Jean Arp. Le n° 13 consiste en un disque. Les numéros 12, 14-15 et 16-17 sont des livres pour enfants.
Le n° 18-19 contient un texte de Ludwig Hilberseimer. 